# دکتر منهتن
دکتر منهتن (به انگلیسی: Doctor Manhattan) با نام اصلی جاناتان «جان» آسترمن، یک شخصیت خیالی در کتاب‌های کامیک آمریکایی منتشر شده توسط دی‌سی کامیکس است. شخصیت دکتر منهتن توسط نویسنده آلن مور و طراح دِیو گیبنز خلق شده است؛ که برای اولین بار در شمارهٔ ۱ از مجموعه محدود رمان گرافیکی واچ‌مِن (سپتامبر ۱۹۸۶) حضور پیدا کرد. شخصیت دکتر منهتن تا حدودی برگرفته از شخصیت کاپیتان اتم در انتشارات چارلتون کامیکس است. همچنین گفته شده او از اسپاک، شخصیت مجموعه پیشتازان فضا، به دلیل طبیعت انفعالی خود الهام گرفته شده است.
او در ابتدا با عنوان دکتر جاناتان آسترمن، یک فیزیکدان علوم هسته‌ای شناخته می‌شد که در سال ۱۹۵۹ پس از اینکه به‌طور اتفاقی در دستگاهی واقع در آزمایشگاه گیر می‌افتد و بر اثر تابش آن، از بین رفته و یکبار دیگر بازسازی می‌شود و از آن به بعد تبدیل به یکی از مخلوقات عالی‌رتبه در دی‌سی کامیکس شد. به دنبال احیا شدن دوباره، او بلافاصله به خدمت دولت فدرال ایالات متحده آمریکا درآمد که به یادبود پروژه منهتن برای او نام جدید دکتر منهتن را برگزیدند. تحلیلگران رسانه، شخصیت‌پردازی او در این رمان را کاوشی کلیدی در تنش بین قدرت مطلق و به‌کارگیری اخلاقیات، و تفسیری بر استثناگرایی آمریکایی در عرصه جهانی در اواخر سدهٔ بیستم میلادی می‌دانند. او تنها شخصیت در این مجموعه داستان است که توانایی‌های ابرانسانی دارد.
بیلی کروداپ نقش شخصیت دکتر منهتن را در فیلم نگهبانان (۲۰۰۹) به کارگردانی زک اسنایدر ایفا کرده است. در سال ۲۰۱۹، منهتن همچنین تبدیل به یکی از شخصیت‌های اصلی در مجموعه تلویزیونی نگهبانان شبکه اچ‌بی‌او با بازی یحیی عبدالمتین دوم، و دارل اسندگر در شکل اصلی گردید.

## زندگینامه ساختگی شخصیت

### خاستگاه
جاناتان آسترمن در سال ۱۹۲۹، و در خانواده‌ای آلمانی آمریکایی‌ها متولد شد. پدرش یک ساعت‌ساز بود و او نیز قصد داشت راه پدر را ادامه دهد. زمانی که به دستور هری ترومن، رئیس‌جمهور وقت آمریکا بمباران اتمی هیروشیما صورت گرفت، جان شانزده ساله بود. زمانی که پدرش با حقایق انکار ناپذیر نظریه نسبیت مواجه شد، جان را از حرفهٔ ساعت‌سازی بیرون نمود و او را مجبور کرد به تحصیل در رشته فیزیک هسته‌ای بپردازد. این اتفاق نقطه عطفی در استعداد نهان آینده جان بود و او را از یک ساعت‌ساز به یک دکتر فیزیک هسته‌ای تبدیل کرد.
جان از سال ۱۹۴۵ تا ۱۹۵۸ در دانشگاه پرینستون تحصیل نمود و مدرک پی‌اچ‌دی خود را در رشته فیزیک اتمی دریافت کرد. در مه ۱۹۵۹، او در یک پروژه تحقیقاتی در گیلا فِلتس شرکت نمود. در طی این زمان جان با یکی از همکاران خود به نام جینی اِسلِیتر رابطه‌ای عاشقانه برقرار کرد. در اوت ۱۹۵۹، جان برای باز پس گرفتن ساعت جینی که در شهر بازی نیوجرسی شکسته بود و او آن را برای جین تعمیر نموده بود، به‌طور اتفاقی در دستگاه جداساز مغناطیسی داخلی گرفتار شد. تنها کاری که جان می‌توانست انجام دهد نظاره کردن شمارش معکوس بود تا اینکه توسط نیروی ژنراتور اتم‌های بدنش شکسته شدند و بلافاصله تبخیر گشت و به‌طور رسمی مرگ او را اعلام کردند.
با گذشت ماه‌ها، مجموعه‌ای از رویدادهای عجیب و غریب در پایگاه تحقیقاتی مشاهده می‌شد و همین مسئله منجر به این شد که ساکنین آنجا تصور کنند این مکان تسخیر شده است. اما در حقیقت این جان بود که در طی این زمان به تدریج در حال اصلاح و شکل‌گیری مجدد بود. در نهایت جان در ۲۲ نوامبر، به شکل مردی قد بلند، برهنه با پوستی آبی رنگ، طاس و همراه با شعله‌های درخشان فرابنفش ظاهر شد.
دکتر منهتن تحت تأثیر گریت دارکنس جهان نیو ۵۲ را به عنوان یه عارضه جانبی ایجاد و خلق کرد و قرمانان در آن ضعیف بودن و بعدها در مجموعه محدود دومزدی کلاک تمام تغییراتی که در زمین نخست انجام داده بود رو لغو کرد.

### رویدادهای واچ‌مِن
در ابتدای مجموعه واچ‌مِن، منهتن در مرکز تحقیقات نظامی راکفلر کار می‌کند، جایی که او به همراه لوری زندگی می‌کند. رورشک آن‌ها را از قتل  ادوارد بلیک، ملقب به کمدین، مطلع می‌سازد و به آن‌ها هشدار می‌دهد که همه ماجراجویان سابق که لباس مبدل پوشیده‌اند، هدف یک «قاتل نقابدار» قرار گرفته‌اند. از آنجایی که منهتن برای دولت ایالات متحده کار می‌کند، از قانون فدرال مبنی بر غیرقانونی بودن قهرمانان لباس مبدل معاف است. منهتن با تلپورت رورشک به بیرون از مرکز، او را از سر راه برمی‌دارد و لوری را تشویق می‌کند که با دنیل درایبرگ، دومین نایت آول، بیرون برود. کمی بعد، منهتن به همراه ادرین وایت و درایبرگ در مراسم خاکسپاری بلیک شرکت می‌کند. او به همکاری‌اش با بلیک در طول جنگ ویتنام فکر می‌کند و در این حین حضور مولوخ، شرور سابق، را حس می‌کند.
در طول یک شو گفتگو، خبرنگاری با طرح ادعاهایی مبنی بر ایجاد سرطان در همکاران سابقش، از جمله جینی، منهتن را غافلگیر می‌کند. منهتن که به دنبال تنهایی است، خود را به سیاره مریخ منتقل می‌کند. اتحاد جماهیر شوروی با سوءاستفاده از غیبت او به افغانستان حمله می‌کند و بحرانی بین‌المللی را رقم می‌زند. در نهایت، منهتن لوری را به مریخ می‌آورد تا در مورد اینکه چرا باید به بشریت کمک کند، با او صحبت کند. لوری پس از فهمیدن اینکه پدرش بلیک است، مردی که او به خاطر تجاوز جنسی به مادرش از او متنفر بود، ناخواسته در این بحث پیروز می‌شود. منهتن از رویدادهای نامحتملی که منجر به تولد لوری شد، شگفت‌زده است؛ زنجیره‌ای از وقایع که او آن را یک «معجزهٔ ترمودینامیکی» خیره‌کننده می‌داند. منهتن با درک اینکه چنین معجزه‌ای می‌تواند در مورد هر موجود زنده‌ای بر روی زمین صدق کند، متقاعد می‌شود که برای محافظت از بشریت بازگردد، نه اینکه آن را بی‌اهمیت بداند و نادیده بگیرد.
مشخص می‌شود که وایت، بر علیه منهتن توطئه چیده بود. این بخشی از نقشه او برای جلوگیری از جنگ جهانی سوم با حمله به نیویورک با یک هیولای مهندسی شده بود که در این فرآیند نیمی از شهر را نابود کرد. اگرچه منهتن و لوری برای متوقف کردن وایت خیلی دیر برمی‌گردند، اما برای مقابله با او به پایگاهش در جنوبگان دورنوردی می‌کنند. وایت سعی می‌کند منهتن را متلاشی کند، اما منهتن سریع‌تر از آنچه وایت انتظار داشت، خود را بازیابی می‌کند. منهتن با دیدن اینکه نقشه ادرین وایت از آغاز جنگ جلوگیری کرده است، متوجه می‌شود که افشای او برای حیات روی زمین بسیار خطرناک خواهد بود و موافقت می‌کند که سکوت کند. رورشک با هدف افشای حقیقت آنجا را ترک می‌کند و همین باعث می‌شود منهتن او را از بین ببرد. منهتن یکبار دیگر تصمیم می‌گیرد زمین را ترک کند، و می‌گوید که می‌خواهد کهکشانی «با پیچیدگی کمتری از این» پیدا کند.

## توانایی‌ها و قدرت‌ها
جان تنها شخصیت در مجموعه واچ‌مِن محسوب می‌شود که قدرت ابرانسانی دارد. او دارای قدرت، سرعت، استقامت و آسیب‌ناپذیری در برابر انواع صدمات است؛ حتی اگر بدنش از هم پاشیده و تجزیه شود، او قادر به بازسازی خود در کسری از ثانیه می‌باشد. جان به وضوح قادر به دیدن گذشته و آینده خود از طریق دید سوم شخص است. بدین ترتیب او می‌تواند به دیگران نیز چشم‌انداز و تصویر خارج از زمان اعطا کند. او همچنین لمس ناپذیر است و گلوله‌ها و ضربات از او عبور می‌کنند، به‌طور مثال تمامی اشیاء به راحتی و بدون کمترین واکنش قادر به عبور از او هستند. او می‌تواند این توانایی را به اشخاص و اشیاء دیگر منتقل کند.
او نیازی به هوا، آب، غذا، و حتی خواب ندارد و به شکلی نامیرا است. جان دارای توانایی دورنوردی است و به غیر از خود، قادر به جابه‌جایی حیوانات، اشیاء کوچک و بزرگ و اشخاص دیگر در مسافت‌های نامحدودی است. جان قادر به تغییر در ساختار عناصر مختلف، بدون نیاز به لمس یا نگه داشتن آن‌ها است. علاوه بر تمامی این قدرت‌ها، جان قادر به خلق کپی‌های متعددی از خود با عملکردهای مستقل، تولید انرژی مخرب، ایجاد زمین‌های نیرو، خلق و از بین بردن مواد، متلاشی نمودن افراد، تغییر شکل، دورجنبی، آنتروپی معکوس و حتی خلق زندگی و راه رفتن بر روی سطح خورشید است. او به عنوان یک فیزیکدان هسته‌ای از ضریب هوشی بالایی برخوردار است. اگرچه او دارای قابلیت پرواز نیز می‌باشد، اما در اکثر مواقع به صورت شناور در هوا دیده می‌شود و خود را تنها به معلق بودن در هوا محدود کرده است. حتی شخصیت ابرقدرتی همچون مستر میکسیزپیتلیک اعتراف می‌کند که جان بسیار قدرتمندتر از اوست. چنین قابلیت‌هایی او را به یکی از قدرتمندترین موجودات در دنیای دی‌سی تبدیل کرده است.
اما با تمام توانایی‌های ذکر شده در بالا، دکتر منهتن بدون اینکه قادر به احساس واقعی و پذیرفتن مسائل با ادراک و آگاهی اولیه آن‌ها باشد، شروع به از دست دادن دیدگاه انسانیت و حس شوخ‌طبعی خود می‌شود.